# Västra Mark, Örebro
Västra Mark är ett område i västra Örebro. Det ligger norr om Rosta, väster om Älvtomtagatan och söder om Markbacken. Området tillhörde före 1903 Längbro landskommun. Västra Mark-området dominerades först av jordbruk. Åren 1907–1927 fanns Svea trängkår (T 1) på området. Därefter byggdes delar av kasernetablissementet om till mentalsjukhus. Dessa lokaler står kvar än idag och är ombyggda till bostäder och kontor för bland annat Röda korset och Idrottsfrämjandet. Nya bostäder har byggts på området, som idag kallas Väster park.

## Svea trängkår
Den 3 januari 1902 framställde Fortifikationen en förfrågan till landshövdingen gällande Svea trängkår. Efter nästan ett års tid av debatt och förhandling mellan staden och Kronan skrevs ett kontrakt under den 10 september 1903, som reglerade markbyten och bytesavtal. Samma år fattades beslut om att Svea trängkår skulle flytta från Marieberg i Stockholm till Örebro. I augusti 1904 påbörjades uppförandet av kasernetablissementet på gården Marks ägor, vilken hade fått namnet "Stadsdelen Wäster", dock existerande denna del av staden i stort endast på kartan och kasernetablissementet kom att ligga ensamt på slätten.
Kasernetablissementet var tänkt att knytas samman med Västra stambanan, varvid mark även förvärvats av staden för att ställas till Kronans förfogande. Järnvägsspåret som var planerat att byggas från Västra stambanan hade fått en ursprunglig planerad sträckning från Örebro C-Markgatan-Västerängsgatan-Västra mark, men ändrades till det som motsvarar Trängkårsvägen. Dock kom aldrig något spår att byggas, då staden endast att upplåtit marken och Kronan skulle stå för spårbyggnationen. Trängkårsvägen som passerar Hertig Karls Allés nordligaste del, står sedan dess som ett minne över detta projekt. Den 4 oktober 1907 avgick flytten av kåren från Stockholm. Kåren kom under sin tid i Örebro att vara organiserad med en stab, ett sjukvårdskompani och två trängkompanier utöver det hade kåren 127 anställda. De anställda utgjordes i huvudsak av officerare och underbefäl. Örebroarnas smeknamn på kåren blev "Hallströms åkeri", syftande på kårchefens namn och alla transportmöjligheter man förfogade över. Soldaterna kallades i folkmun "trängar" och hade mörkblå uniformer med vita revärer.
I samband med försvarsbeslutet 1925 avsågs det att två trängkårer skulle avvecklas. De kårer det gällde var Västmanlands trängkår och Östgöta trängkår. Dock var Östgöta trängkår inte en helt given nedläggningskandidat, då man hade en bättre förläggning än vad Svea trängkår hade. Dock föll avgörandet på att den äldsta kåren skulle bli kvar. Som en kompromiss i frågan beslutades att Svea trängkår skulle omlokaliseras från Örebro garnison till Linköpings garnison och överta Östgöta trängkårs kaserner. Hösten 1927 påbörjades omlokaliseringen av Svea trängkår och den 1 juni 1928 halades den tretungade fanan för sista gången på Västra Mark i Örebro. Vid flytten till Linköping följde endast fyra officerare med. Flertalet av de anställda vid Östgöta trängkår blev däremot kvar på sina befattningar.
Under kårens tid i Örebro fanns aldrig något nära förhållande med Livregementets grenadjärer. En anledning var bland annat att infanteriet såg ner på trängkåren och att Livregementets grenadjärer kände större samhörighet med de två andra Livregementena, Livregementets dragoner och Livregementets husarer.

## 1928 års industriutställning och lantbruksmöte i Örebro
Innan Västra-Marksområdet området senare blev sjukhus, kom det att användas för 1928 års industriutställning och lantbruksmöte i Örebro. Utställningarna och festligheterna pågick från den 21 juni till den 29 juli. Utställningen invigdes av kung Gustaf V.

## Västra Marks sjukhus
Efter att militären i september 1927 började lämna området och var helt utflyttade i april 1928, stod kasernetablissementet tomt en tid. Under 1928 beslutade Riksdagen att kasernerna skulle användas för sjukhusändamål. Ombyggnadsarbeten startade 1929 och avslutades i början av 1931, vilket bland annat innebar att kasernen fick utbyggda flyglar. År 1931 togs då de första patienterna togs emot. Sjukhuset var avsett för "asociala imbecilla kvinnor samt obildbara sinnesslöa (idioter)". Till en början tog man även emot sinnessjuka. I slutet av 1960-talet hade sjukhuset 222 intagna patienter.
Från början kategoriserades sjukhuset som ett statligt mentalsjukhus för efterblivna. År 1963 beslöt Riksdagen att landstingen skulle överta huvudmannskapet för mentalsjukhus. Så skedde den 1 januari 1967 för Mellringe sjukhus del, men inte när det gällde Västra Mark, då man bedömde att sjukhuset inte skulle ingå i den nya sjukhusorganisationen. År 1968 trädde den nya omsorgslagen i kraft. Denna innebar att Västra Mark fick beteckningen specialsjukhus. År 1974 togs sjukhuset över av landstinget. Det lades ned år 1981 och ersattes med bland annat med nybyggda gruppbostäder på sjukhusområdet - Västerängen.

## Väster park
Gräsytan bredvid de tidigare kasernerna började bebyggas med flerbostadshus i slutet av 1990-talet. Dessutom revs några av de äldre byggnaderna i syfte att skapa mer yta. Idag finns bland annat Bostadsrättsföreningarna Linden, Eken, Kastanjen och Asken på området .

## Idag
Idag delar Idrottens hus, NTI Gymnasiet Örebro och musikgymnasiet Rytmus på lokalerna.

## Galleri

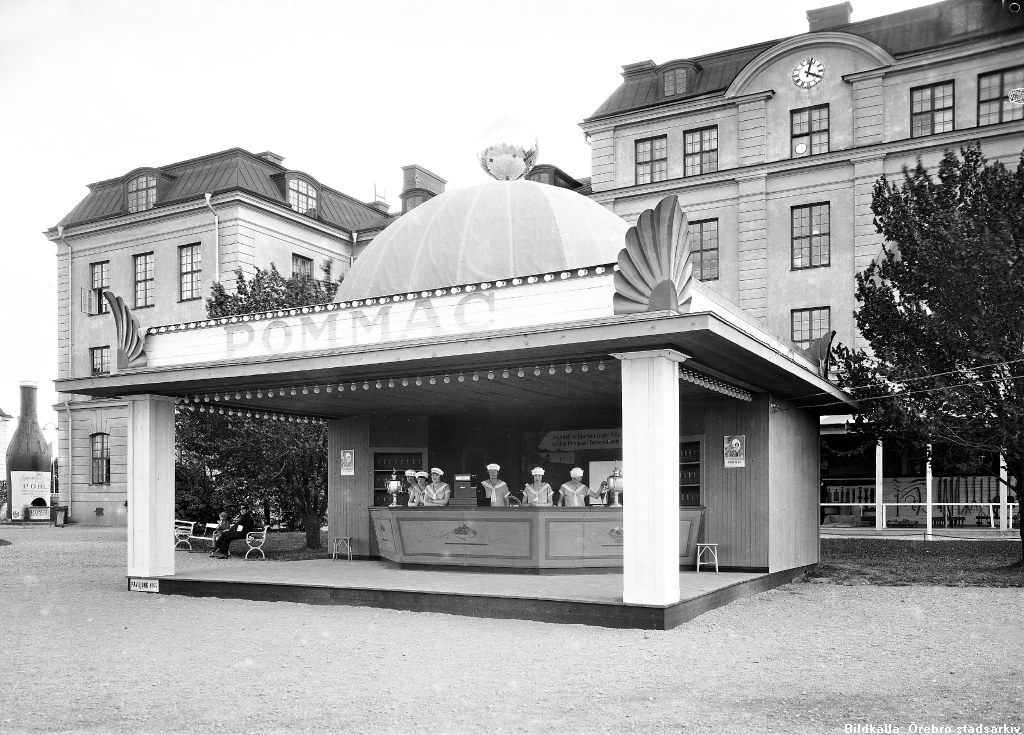
Örebroutställningen 1928
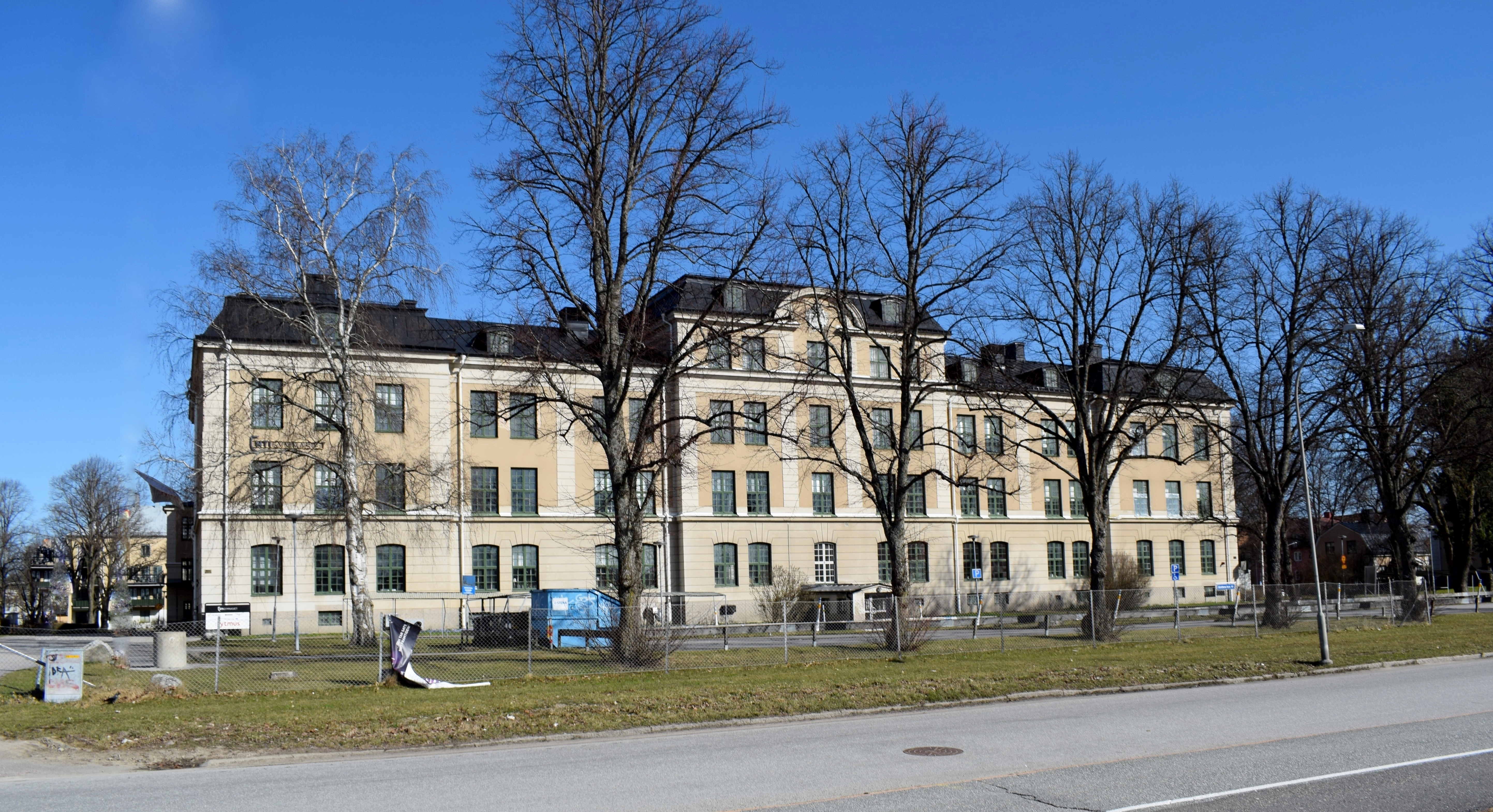
Huvudkasernen vid Svea trängkårs kasernetablissement.
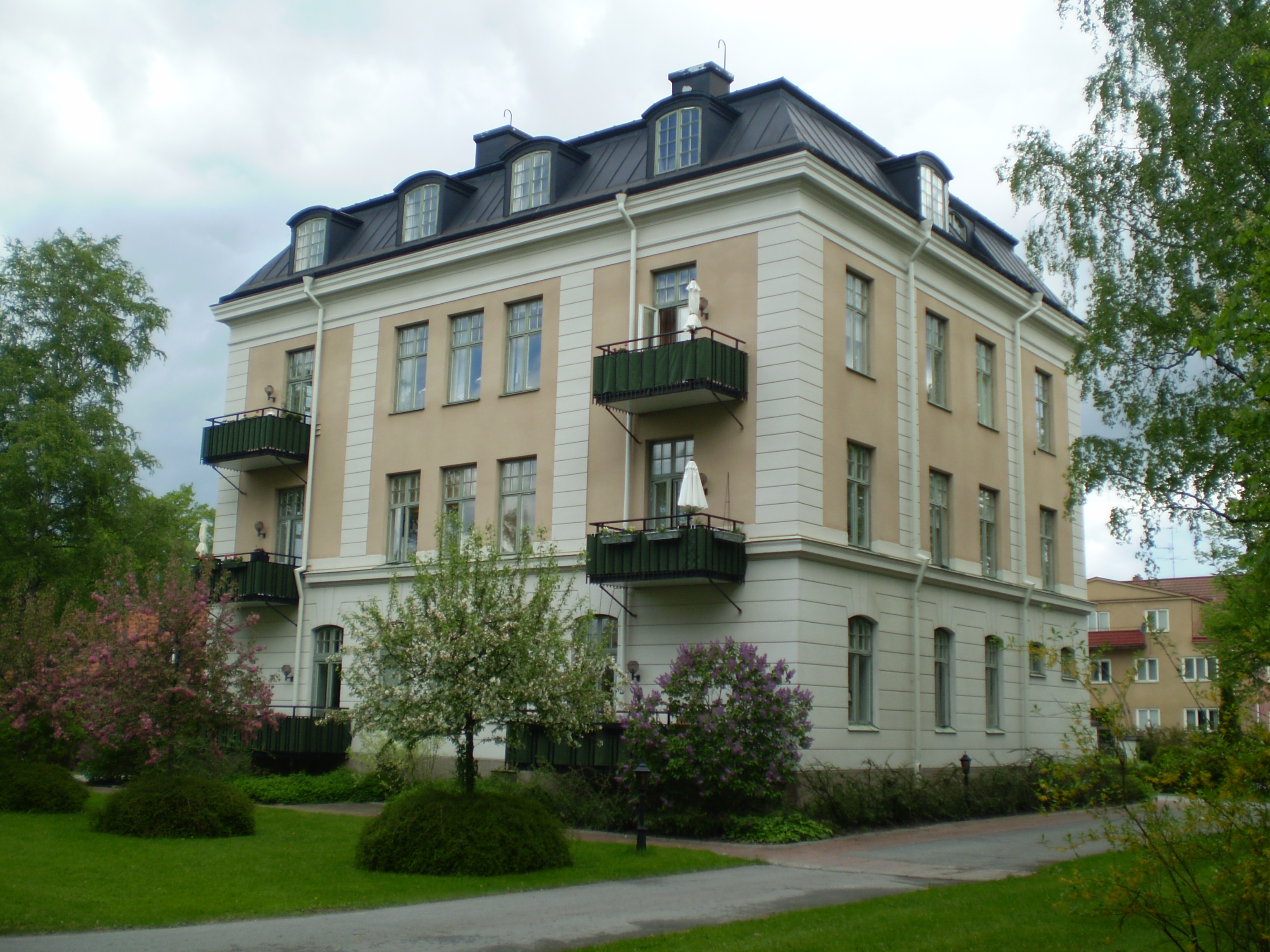
Svea trängkårs kanslihus år 2009
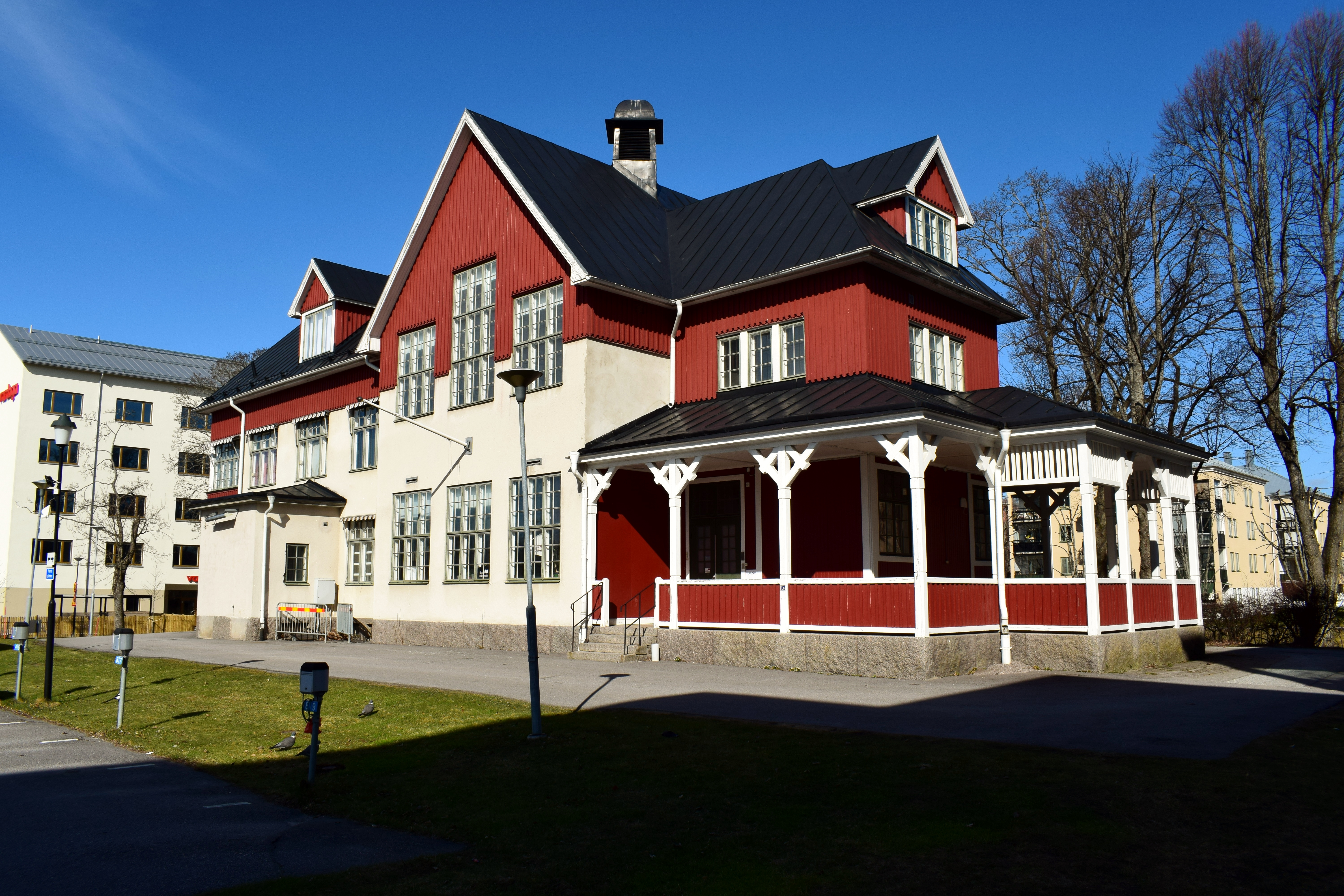
Marketenteriet och underofficersmässen vid kasernetablissementet.
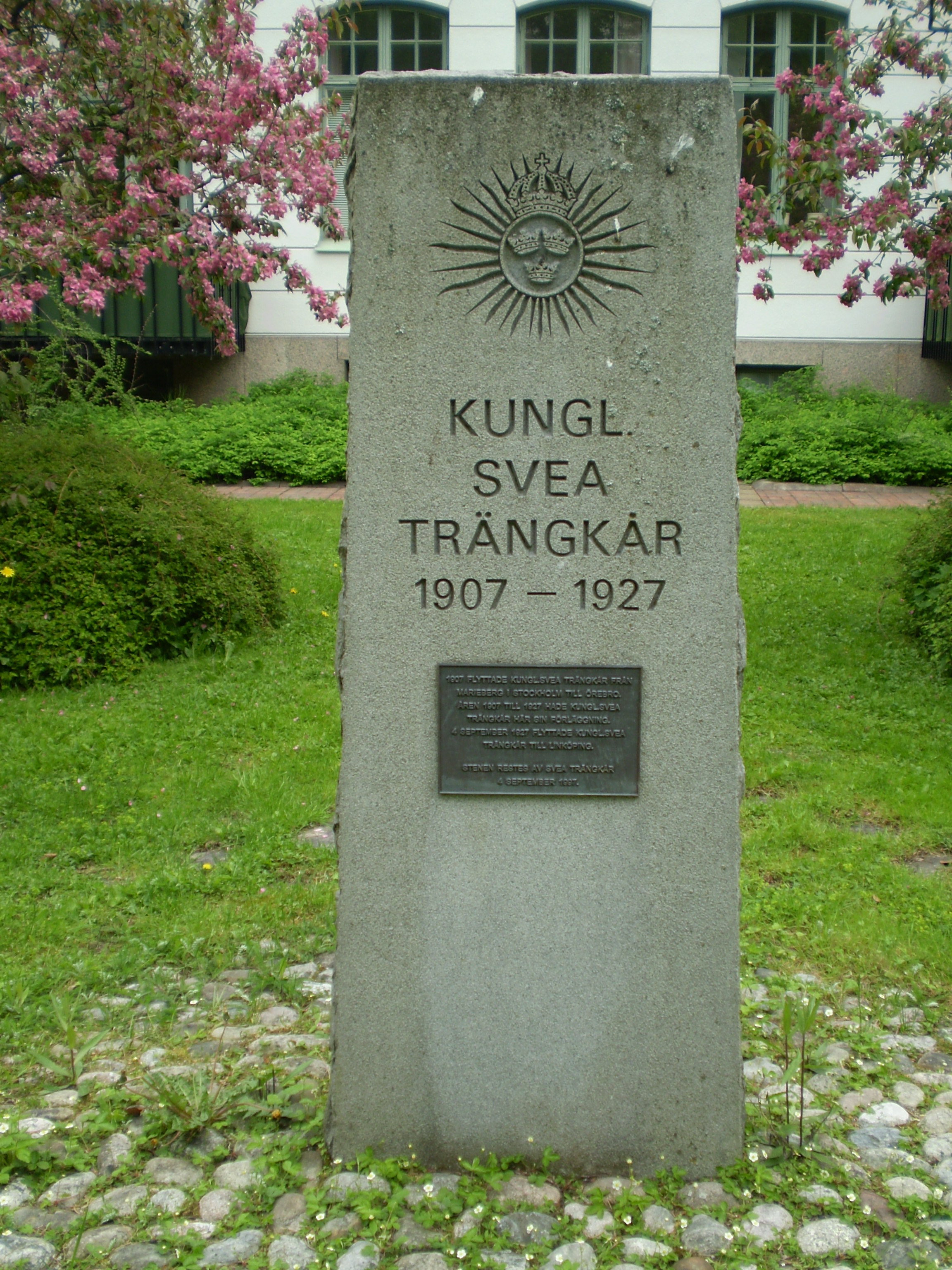
Minnessten över Svea trängkårs tid i Örebro